# Cż (dwuznak)
Cż – archaiczny dwuznak używany w dawnej polszczyznie na terenie pogranicza północno-wschodniego Mazowsza i Podlasia do oznaczenia dźwięku cz. Zastosowanie można znaleźć w pracy doktorskiej Konrada Kazimierza Szamryka:
```
W dzienniku tym jednak, oprócz zapisów rż, zdarzają się także cż, sż (2004: 140), natomiast w całym rękopisie podlaskiego kaznodziei dwuznaków typu cż, sż nie znajdujemy, co zdaje się przemawiać za tym, że u Kluka mamy jednak do czynienia ze zjawiskiem fonetycznym.
```